# Cyrtodactylus tautbatorum
Espèce
Cyrtodactylus tautbatorum est une espèce de geckos de la famille des Gekkonidae.

## Répartition
Cette espèce est endémique de Palawan aux Philippines. Elle a été découverte à Brooke's Point.

## Publication originale
- Welton, Siler, Diesmos & Brown, 2009 : A new bent-toed gecko (Genus Cyrtodactylus) from southern Palawan Island, Philippines, and clarification of the taxonomic status of C. annulatus. Herpetologica, vol. 65, n. 3, p. 328-343 (texte intégral).